# Steyrer Ersatzstraße
Die Steyrer Ersatzstraße (B 337) war eine Bundesstraße in Oberösterreich. Sie sollte durch die geplante Steyrer Schnellstraße (damals S 37) ersetzt werden. Nachdem die Planungen für die Schnellstraße 1986 gestoppt wurden, wurde die Straße Bestandteil der B 115 Eisen Bundesstraße, später der Steyrer Straße (B 309). Heute ist die B 309 auf eine neue Strecke verlegt, der Straßenzug der ehemaligen Steyrer Ersatzstraße ist heute Teil der L 571 Kronstorfer Straße sowie Gemeindestraße.